# Oskar Haag

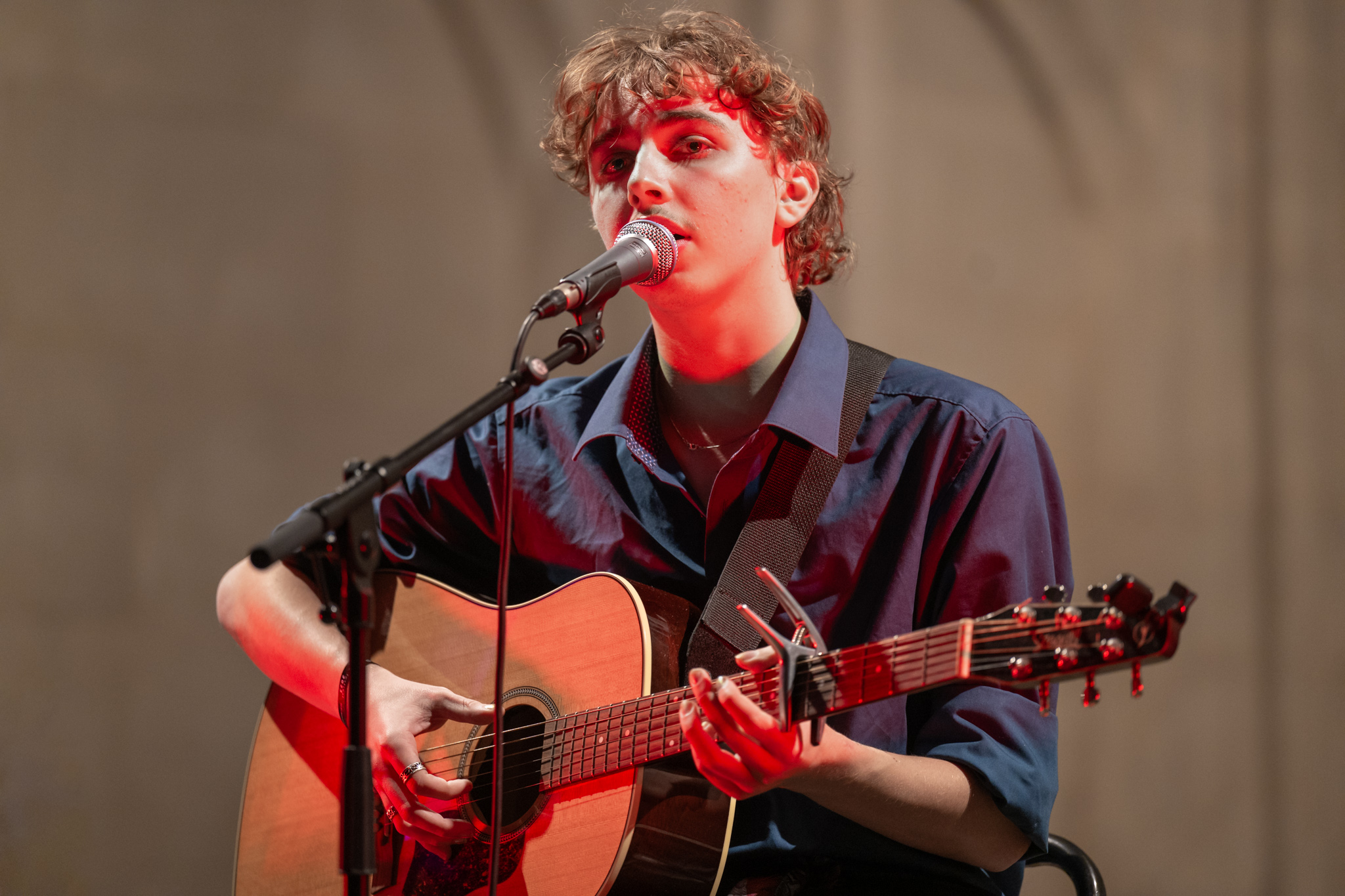
Oskar Haag beim Nürnberg Pop Festival 2023

Oskar Haag (* 2005 in Klagenfurt am Wörthersee) ist ein österreichischer Singer-Songwriter und Schauspieler.

## Leben und Wirken
Oskar Haag wurde 2005 in Klagenfurt geboren, sein Vater ist der Musiker Oliver Welter. Als 15-Jähriger hatte er 2021 einen Auftritt beim Popfest in Wien. Sein Song Stargazing erreichte im Dezember 2021 Platz 1 der FM4 Charts. Den Besuch des Bundesrealgymnasiums Klagenfurt-Viktring hat er ein Jahr vor der Matura abgebrochen und ist nach Wien gezogen. 2023 erschien sein Debütalbum Teenage Lullabies, das in den österreichischen Charts Platz 6 erreichte. Im selben Jahr wurde er bei der Amadeus-Verleihung mit dem FM4 Award ausgezeichnet.
Als Schauspieler hatte Haag anfangs Statistenrollen, 2021 spielte er auf der Heunburg in Peter Handkes Immer noch Sturm. Am Wiener Burgtheater hatte er in der Spielzeit 2022/2023 ein Engagement für William Shakespeares Wie es euch gefällt. An der Seite von Birgit Minichmayr spielt Haag in dem Film Mit einem Tiger schlafen den jungen Arnulf Rainer.

## Auszeichnungen
- 2023: FM4 Award/Amadeus Austrian Music Awards 2023

## Diskografie
Alben
- 2023: Teenage Lullabies (Sony)

Singles
- 2022: Black Dress
- 2022: The Summer We Need
- 2022: Lady Sun and Mister Moon
- 2023: Love Me for Tonight